# Troick (rejon załariński)
Troick (ros. Троицк) – wieś (sieło) w Rosji, w obwodzie irkuckim, w rejonie załarińskim. W 2010 liczyła 914 mieszkańców.